# Морашти (Арђеш)
Морашти (рум. Morăști) насеље је у Румунији у округу Арђеш у општини Чепари. Oпштина се налази на надморској висини од 525 m.

## Становништво
Према подацима из 2002. године у насељу је живело 233 становника, од којих су сви румунске националности.